# Bahretal
Bahretal est une commune de Saxe (Allemagne), située dans l'arrondissement de Suisse-Saxonne-Monts-Métallifères-de-l'Est, dans le district de Dresde. Elle a été créée en 1994 par le regroupement des communes de Göppersdorf, Wingendorf, Borna, Gersdorf, Friedrichswalde, Ottendorf, Nentmannsdorf et Niederseidewitz. Depuis 2002, Bahretal fait aussi partie de la „Verwaltungsgemeinschaft Bad Gottleuba-Berggießhübel“ qui comprend aussi les communes de Bad Gottleuba-Berggießhübel et de Liebstadt.

## Géographie
Bahretal est caractérisée par un paysage vallonné de moyenne montagne. Les différents villages de la commune se trouvent à une altitude comprise entre 240 et 370 mètres. Le point culminant est la colline de Herbstberg avec 442 mètres.
Bahretal est traversée par la petite rivière de Bahre qui a donné son nom à la commune.

## Histoire
Le développement des villages de Bahretal a commencé autour de 1300. Ainsi, l’existence de Gersdorf a été prouvée pour la première fois dans un document datant de 1299, celle de Friedrichswalde et son église en 1311.
Göppersdorf a été mentionnée par la première fois en 1437 sous le nom de Gotfridestorf, tout comme Wingendorf sous le nom de kleinen Gotfridsdorf. On a ensuite retrouvé de la documentation sous le nom de Weingendorf. Les deux villages appartenaient à la famille von Bernstein zu Ottendorf jusqu’à ce qu’ils soient vendus en 1457. Les villages ont ensuite fait partie jusqu’à 1877 de la terre seigneurial de Liebstadt.
L’exploitation de calcaire a commencé à Borna en 1551. En 1713 c’est le marbre venant de Borna qui a été utilisé pour le sol de la cathédrale catholique de Dresde (Katholische Hofkirche). À partir de 1586 le calcaire fut aussi exploité à Nentmannsdorf. La mine a été fermée au XXe siècle dans les années 60.

## Tourisme
Bahretal profite beaucoup de sa proximité à la Suisse saxonne, et les deux villes de Dresde et de Pirna qui attirent des touristes. À Bahretal même, il y a trois églises à visiter à Friedrichswalde, Ottendorf et Borna.
En outre, Bahretal est un bel endroit pour les balades, pour exemple sur les collines de Gersdorfer Ruine et de Schärfling ou autour de l’étang d’Ehrlichtteich à proximité de Göppersdorf par où passe aussi l’ancien chemin de poste. Tous les weekends, des calèches traversent l’Ehrlichtteich et amènent les personnes qui le souhaitent pique-niquer sur l’ancien chemin de poste.